# Haplopteris heterophylla
Haplopteris heterophylla är en kantbräkenväxtart som beskrevs av C. W. Chen, Y. M. Huang och W. L. Chou. Haplopteris heterophylla ingår i släktet Haplopteris och familjen Pteridaceae. Inga underarter finns listade.